# Lycaena irmae
Lycaena irmae är en fjärilsart som beskrevs av Bailey 1932. Lycaena irmae ingår i släktet Lycaena och familjen juvelvingar. Inga underarter finns listade i Catalogue of Life.